# (35316) Monella
(35316) Monella (1997 AW13) – planetoida z pasa głównego asteroid okrążająca Słońce w ciągu 4,52 lat w średniej odległości 2,73 j.a. Odkryta 11 stycznia 1997 roku.